# Virtuálky 4
Virtuálky 4 (2022) je kolekce krátkých písní Jaromíra Nohavici.
Kolekce navazuje obsahem a formou na řadu alb Virtuálky (2009), Virtuálky 2 (2010) a Virtuálky 3 (2012).
Pod pojmem „virtuálka“ se rozumí krátká píseň, která reaguje vtipně či ironicky na aktuální politické, společenské a jiné dění. Jiří Peňás nabídl synonymum „satira.“ Skladby byly zveřejňovány na kanálu AbyByloJasno platformy YouTube, zpravidla v týdenním intervalu ve druhé půli roku 2022, od 24. července do 5. prosince, s valentýnským bonusem začátkem roku následujícího.
Skladba Počkáme, co řekne, v prvním plánu inspirovaná dopadem dvou raket na území Polska 15. listopadu 2022, zaujala například Jána Simkaniče, který ji označil za častušku; Ondřej Bezr za odrhovačku („se slaboduchým rýmováním a impotentním hudebním zpracováním“); Dušan Kütner z newstream.cz za „jednu z nejpitomějších věcí,“ která navíc přispěla ke získání titulu osobnost roku 2022 tohoto portálu.

## Seznam skladeb
Autorem všech skladeb je Jaromír Nohavica.
| Pořadí | Název                                    | Délka |
| ------ | ---------------------------------------- | ----- |
| 1.     | Virtuálky (24.7.2022)                    | 1:20  |
| 2.     | Sprcha (31.7.2022)                       | 1:15  |
| 3.     | Vysílám signály (7.8.2022)               | 2:05  |
| 4.     | Matrimony pride (14.8.2022)              | 2:02  |
| 5.     | Leze žába po žebříku (21.8.2022)         | 1:28  |
| 6.     | Když tě někdo nakrk' (28.8.2022)         | 1:04  |
| 7.     | Zachraňme Vinetoua (4.9.2022)            | 1:29  |
| 8.     | Vypnul jsem internet (11.9.2022)         | 1:12  |
| 9.     | Zdálky zblízka (9.10.2022)               | 1:19  |
| 10.    | Pozdrav z Košic (16.10.2022)             | 1:45  |
| 11.    | Derby (23.10.2022)                       | 1:27  |
| 12.    | Diplom (30.10.2022)                      | 2:08  |
| 13.    | Ať už tak, či tak (6.11.2022)            | 0:58  |
| 14.    | S úsměvem jde všecko a líp (13.11.2022)  | 1:39  |
| 15.    | Počkáme, co řekne (19.11.2022)           | 1:18  |
| 16.    | Dát gól (27.11.2022)                     | 1:21  |
| 17.    | Na Brno to nepojede (5.12.2022)          | 2:05  |
| 18.    | (bonus) Na svatého Valentýna (14.2.2023) | 1:40  |